# 切尔尼戈夫会议
切尔尼戈夫会议（俄语：Черниговский съезд）是奥尔戈维奇家族最后一次召開的君主代表大会。它于1206年在切尔尼戈夫举行。姆斯季斯拉夫·罗曼诺维奇等人參加會議。